# Al Jourgensen
Al Jourgensen, noto anche con lo pseudonimo di Hypo Luxa (L'Avana, 9 ottobre 1958), è un cantante, chitarrista e tastierista statunitense.
È noto per essere il frontman della band industrial metal Ministry, gruppo di cui è anche l'unico membro fisso. È conosciuto anche come Alain Jourgensen, Alien Jourgensen, Dog, Alien Dog Star and Buck Satan.

## Biografia
Al Jourgensen nacque il 9 ottobre 1958 da genitori cubani come Alejandro Ramirez Casas. Poco dopo la sua nascita sua madre sposò Ed Jourgensen, un pilota norvegese di Stock car racing, oltre che meccanico del pilota di Formula 1 Dan Gurney, di cui prese il cognome essendo figlio illegittimo. Dopo alcuni anni la famiglia si trasferì prima a Chicago e poi a Frisco (Colorado). Al lavora come DJ, finché non decide di fondare i Ministry nel 1981. Precedentemente faceva parte degli Special Affect, band new wave/synth pop di cui faceva parte anche Frankie Nardiello, futuro fondatore dei My Life with the Thrill Kill Kult. I primi demo e singoli dei Ministry furono pubblicati dalla casa discografica Wax Trax! Records. In quel periodo collaborò anche con gli Skinny Puppy (l'album Rabies, del 1989).
Al si sposa con Patty Marsh nel 1984. Durante tale relazione, terminata nel 1993, Al ebbe un figlio. Si risposò nel settembre 2002 con Angelina Lukacin. In quegli anni ebbe notevoli problemi causati da droghe (in particolare cocaina e eroina) e dall'alcol. Nel 2004 fondò l'etichetta 13th Planet Records, grazie alla quale ha pubblicato gli ultimi lavori della sua band.

## Discografia

### Solista
- 2010 – Alien Jourgensen - Alien Christmas
- 2012 – Buck Santa - It's Always Christmas Time (EP can brani di Ministry, Buck Satan And The 666 Shooters e Alien Jourgensen)

### Con i Ministry
- 1983 - With Sympathy
- 1986 - Twitch
- 1988 - The Land of Rape and Honey
- 1989 - The Mind Is a Terrible Thing to Taste
- 1992 - KΕΦΑΛΗΞΘ (noto anche come Psalm 69: The Way to Succeed and the Way to Suck Eggs)
- 1996 - Filth Pig
- 1999 - Dark Side of the Spoon
- 2003 - Animositisomina
- 2004 - Houses of the Molé
- 2006 - Rio Grande Blood
- 2007 - Rio Grande Dub
- 2007 - The Last Sucker
- 2012 - Relapse
- 2013 - From Beer to Eternity
- 2018 - AmeriKKKant
- 2021 - Moral Hygiene
- 2024 - Hopiumforthemasses

### Con i Revolting Cocks
- 1985 - Big Sexy Land
- 1990 - Beers, Steers, and Queers
- 1993 - Linger Ficken' Good
- 2004 - You Goddamned Son Of A Bitch - Live At The Metro Chicago A/B
- 2006 - Cocked and Loaded
- 2007 - Cocktail Mixxx
- 2009 - Sex-O Olympic-O
- 2009 - Sex-O Mixxx-O
- 2010 - Got Cock?
- 2011 - Got Mixxx

### Altri
- 1980 – Special Affect - The Original Soundtrack From The Motion Picture "Too Much Soft Living" (chitarra, arrangiamenti)
- 1989 – Skinny Puppy - Rabies (voce, chitarra)
- 1990 – Lard - The Last Temptation Of Reid (chitarra, programmazione, cori)
- 1994 – The Reverend Horton Heat - Liquor In The Front (steel guitar, piano , voce)
- 2008 – False Icons - God Complex (cori, produzione)
- 2016 – Surgical Meth Machine - Surgical Meth Machine (voce, basso, chitarra)
- 2020 – Ellefson - No Cover (voce)

### Collaborazioni
- 1981 – Navastrau - American Fitness (chitarra nel brano "201 Portuguese Verbs", basso nel brano "Gag Tool")
- 1983 – Alan Vega - Saturn Strip (tastiere nel brano "Saturn Drive")
- 1989 – Pailhead - Trait (tastiere nel brano "Sharp As A Needle" con il nome Al Jorgenson)
- 1991 – Skrew - Burning in Water, Drowning in Flame (chitarra nel brano "Charlemagne" con il nome Alien Jourgensen)
- 1997 – Timothy Leary - Beyond Life With Timothy Leary (basso, chitarra, tastiere, mandolino, piano, produzione nel brano "Lion's Mouth")
- 2003 – Keith LeBlanc - Major Malfunction (tastiere)
- 2007 – Prong - Power of the Damager (tastiere nel brano "The Banishment")
- 2008 – David Garza - Dream Delay (cori nel brano "Minority Boys Got $")
- 2008 – Ascension Of The Watchers - Numinosum (steel guitar, mandolino, tastiere)
- 2010 – Front Line Assembly - Improvised Electronic Device (voce, testo, arrangiamenti, produzione nel brano "Stupidity")
- 2015 – Magenta - Songs For The Dead (organo, percussioni nel brano "Ghost")
- 2018 – Beauty In Chaos - Finding Beauty In Chaos (voce e armonica nel brano "20th Century Boy")
- 2020 – Static-X - Project Regeneration Vol. 1 (voce nel brano "Dead Soul")

### Remix
- 1985 – A Popular History Of Signs - Ladder Jack ("House (U.S. Remix)", "Ladder Jack (U.S. Remix)")
- 1988 – Dessau - Mad Hog ("Unshakeable (Version)", "Unshakeable (Remix)" con il nome Alain Jourgensen)
- 1991 – Red Hot Chili Peppers - Give It Away ("Give It Away (Single Mix)", "Give It Away (12" Mix)", "Give It Away (Rasta Mix)")
- 1992 – The Jesus And Mary Chain - Reverence ("Reverence (Al Jourgensen Mix)")
- 1992 – Red Hot Chili Peppers - Under The Bridge ("Sikamikanico" con il nome Alain Jourgensen)
- 1993 – Def FX - Space Time Disco ("No Time For Nowhere (Aquarius Mix)")
- 1993 – Mind Bomb - Prepare Yourself ("Segue (Ministry Mix)", "Segue (Full Throttle Ministry Mix)")
- 1993 – Definition FX - Something Inside (No Time For Nowhere) ("Something Inside (No Time For Nowhere) (Aquarius Mix)", "Something Inside (No Time For Nowhere) (Edit)")
- 1993 – Mind Bomb - Segue (The Al Jourgensen Remixes)
- 1993 – Anthrax - Black Lodge ("Potters Field (HypoLuxa / HermesPan Remix)")
- 1993 – Silverfish - Crazy ("Crazy (HypoLuxa/Hermes Pan Remix)", "Crazy (HypoLuxa/Hermes Pan Remix Edit)")
- 1997 – Gravity Kills - Manipulated ("Enough (Al Jourgensen Remix)")
- 1999 – Anthrax - Return Of The Killer A's ("Potters Field (Hypo Luxa Hermes Pan Mix)", "Hy Pro Glo (Hy Pro Luxa Mix)")
- 2005 – Jello Biafra With The Melvins - Sieg Howdy! ("Enchanted Thoughtfist (Enchanted Al Remix)" con il nome Alien Jourgensen)
- 2015 – Fear Factory - Genexus ("Mandatory Sacrifice (Genexus Remix)")
- 2019 – David Hasselhoff - Open Your Eyes ("Sweet Caroline")